# Liste des œuvres d'art du Doubs
Cet article vise à recenser les œuvres d'art dans l'espace public du Doubs, en France.

## Liste
Les œuvres sont classées par ordre alphabétique de communes et, au sein de celles-ci, par ordre chronologique d'installation, dans la mesure des informations disponibles.

### Sculptures
| Œuvre                                            | Auteur                     | Commune                      | Localisation | Notes | Installation                                              | Coordonnées                                               | Illustration                                                                                   |
| ------------------------------------------------ | -------------------------- | ---------------------------- | --- | --- | --------------------------------------------------------- | --------------------------------------------------------- | ---------------------------------------------------------------------------------------------- |
| Buste d'Alphonse Delacroix                       | Alphonse Voisin-Delacroix  | Alaise                       | Intersection du chemin de la Gauloise et de la rue Alphonse Delacroix (RD 139), à côté de l'église Saint-Jean-Baptiste | Représente Alphonse Delacroix. | 1885                                                      | 47° 00′ 49″ nord, 5° 58′ 26″ est                          | Buste d'Alphonse Delacroix                                                                     |
| Statue                                           | À déterminer               | Arc-et-Senans                | À déterminer | | À déterminer                                              | à géolocaliser                                            | Statue                                                                                         |
| Synoptique                                       | Michel Verjux              | Arc-et-Senans                | Devant la mairie | | 2007                                                      | 47° 01′ 58″ nord, 5° 46′ 52″ est                          | Image manquante                                                                                |
| Statue d'Anatoile Maillard                       | À déterminer               | Arc-sous-Montenot            | Sur le parvis de l'église Saint-Laurent                                                                                | | À déterminer                                              | 46° 54′ 43″ nord, 5° 59′ 57″ est                          | Statue d'Anatoile Maillard                                                                     |
| Statue de Saint Claude                           | À déterminer               | Avilley                      | À déterminer | Représente Claude de Besançon. | À déterminer                                              | à géolocaliser                                            | Statue de Saint Claude                                                                         |
| Statue de Notre-Dame de la Médaille miraculeuse  | À déterminer               | Avilley                      | Rue de l'Église, devant l'église Saint-Symphorien                                                                      | Représente Notre-Dame de la Médaille miraculeuse. | À déterminer                                              | à géolocaliser                                            | Statue de Notre-Dame de la Médaille miraculeuse                                                |
| Statue                                           | À déterminer               | Avilley                      | Dans une niche dans la façade de église Saint-Symphorien, au-dessus du portail                                         | | À déterminer                                              | à géolocaliser                                            | Statue                                                                                         |
| Statue de Saint Donat                            | À déterminer               | Avoudrey                     | Sur la place de la Mairie                                                                                              | Représente Donat de Besançon. | À déterminer                                              | à géolocaliser                                            | Statue de Saint Donat                                                                          |
|                                                  |                            | Besançon                     | Voir le patrimoine ornemental et commémoratif de Besançon                                                              | Voir le patrimoine ornemental et commémoratif de Besançon                                                                                                | Voir le patrimoine ornemental et commémoratif de Besançon | Voir le patrimoine ornemental et commémoratif de Besançon | Voir le patrimoine ornemental et commémoratif de Besançon                                      |
| Statue de Notre-Dame de Lourdes                  | À déterminer               | Bians-les-Usiers             | Route de la Côte | Représente Notre-Dame de Lourdes. | À déterminer                                              | 46° 57′ 34″ nord, 6° 16′ 20″ est                          | Statue de Notre-Dame de Lourdes                                                                |
| Buste de Jules Viette                            | Armand Bloch               | Blamont                      | Rue des Tilleuls | Représente Jules Viette. | 1897                                                      | à géolocaliser                                            | Image manquante                                                                                |
| Statues                                          | À déterminer               | Bonnevaux                    | Dans des niches sur la façade de l'église Saint-Jean-Baptiste                                                          | | À déterminer                                              | à géolocaliser                                            | Statues                                                                                        |
| Statue de Notre-Dame de la Médaille miraculeuse  | À déterminer               | Bonnevaux                    | À déterminer | Représente Notre-Dame de la Médaille miraculeuse. | 1947                                                      | 46° 48′ 09″ nord, 6° 11′ 28″ est                          | Statue de Notre-Dame de la Médaille miraculeuse                                                |
| Sans titre                                       | À déterminer               | Bourguignon                  | Devant la mairie | | À déterminer                                              | à géolocaliser                                            | Sans titre                                                                                     |
| Statue de Notre-Dame de Lourdes                  | À déterminer               | Brey-et-Maison-du-Bois       | Rue Principale | Représente Notre-Dame de Lourdes. | À déterminer                                              | 46° 44′ 28″ nord, 6° 15′ 05″ est                          | Statue de Notre-Dame de Lourdes                                                                |
| Statue de Notre-Dame de la Médaille miraculeuse  | À déterminer               | Châtelblanc                  | À déterminer | Représente Notre-Dame de la Médaille miraculeuse. | À déterminer                                              | à géolocaliser                                            | Statue de Notre-Dame de la Médaille miraculeuse                                                |
| Statue de Notre-Dame de Lourdes                  | À déterminer               | Chapelle-d'Huin              | À déterminer | Représente Notre-Dame de Lourdes. | 1947                                                      | à géolocaliser                                            | Statue de Notre-Dame de Lourdes                                                                |
| Statue de la Vierge à l'Enfant                   | À déterminer               | Damprichard                  | À déterminer | Représente Marie et Jésus-Christ. | À déterminer                                              | à géolocaliser                                            | Statue de la Vierge à l'Enfant                                                                 |
| Statues                                          | À déterminer               | Dommartin                    | Dans des niches sur la façade de l'église Saint-Martin                                                                 | | À déterminer                                              | à géolocaliser                                            | Statues                                                                                        |
| Statue de Notre-Dame de la Médaille miraculeuse  | À déterminer               | Doubs                        | Crêt de la Rappe | Représente Notre-Dame de la Médaille miraculeuse. | À déterminer                                              | à géolocaliser                                            | Statue de Notre-Dame de la Médaille miraculeuse                                                |
| Monument de la Vierge                            | À déterminer               | Durnes                       | À déterminer | Représente Marie et Jésus-Christ. | À déterminer                                              | 47° 06′ 19″ nord, 6° 13′ 56″ est                          | Monument de la Vierge                                                                          |
| Oratoire Saint-François-Xavier                   | À déterminer               | Échevannes                   | Chemin de Bellevue | Représente François Xavier. | 1874                                                      | 47° 04′ 16″ nord, 6° 13′ 55″ est                          | Oratoire Saint-François-Xavier                                                                 |
| Alliances                                        | Paul Gonez                 | Etalans                      | Sur la rond-point de la RN 57                                                                                          | | 1996                                                      | 47° 09′ 29″ nord, 6° 15′ 08″ est                          | Alliances                                                                                      |
| Statue de Notre-Dame de la Médaille miraculeuse  | À déterminer               | Fertans                      | Route d'Amancey (RD 9)                                                                                                 | Représente Notre-Dame de la Médaille miraculeuse. | À déterminer                                              | 47° 02′ 50″ nord, 6° 03′ 53″ est                          | Statue de Notre-Dame de la Médaille miraculeuse                                                |
| Statue de Notre-Dame de Lourdes                  | À déterminer               | Franey                       | À déterminer | Représente Notre-Dame de Lourdes. | À déterminer                                              | à géolocaliser                                            | Statue de Notre-Dame de Lourdes                                                                |
| Buste d'Adolphe Girod                            | Georges Laëthier           | Frasne                       | Intersection de la Grande rue (RD 471) et de la rue des Ateliers                                                       | Représente Adolphe Girod. | À déterminer                                              | 46° 51′ 17″ nord, 6° 09′ 26″ est                          | Image manquante                                                                                |
| Oratoire Notre-Dame-du-Mont                      | À déterminer               | Fuans                        | RD 242 | Représente Notre-Dame de la Médaille miraculeuse. | À déterminer                                              | 47° 07′ 46″ nord, 6° 34′ 32″ est                          | Oratoire Notre-Dame-du-Mont                                                                    |
| Vierge du Mont                                   | À déterminer               | Gonsans                      | Colline du Mont | Représente Notre-Dame de Lourdes. | 1892                                                      | 47° 14′ 00″ nord, 6° 18′ 32″ est                          | Vierge du Mont                                                                                 |
| Statue de la Vierge de la Salette                | Henri-Hamilton Barrême     | Grand'Combe-des-Bois         | À déterminer | Représente Notre-Dame de La Salette. | 1864                                                      | à géolocaliser                                            | Image manquante                                                                                |
| Statue de Notre-Dame de Lourdes                  | À déterminer               | La Cluse-et-Mijoux           | Dans une niche dans la falaise, à l'intersection de la RN 57 et de la RD 67B                                           | Représente Notre-Dame de Lourdes. | À déterminer                                              | à géolocaliser                                            | Image manquante                                                                                |
| Statue de Notre-Dame de Lourdes                  | À déterminer               | Labergement-Sainte-Marie     | Rue de Lausanne (RD 9)                                                                                                 | Représente Notre-Dame de Lourdes. | À déterminer                                              | 46° 46′ 48″ nord, 6° 17′ 06″ est                          | Image manquante                                                                                |
| Statue de Notre-Dame de Lourdes                  | À déterminer               | Labergement-Sainte-Marie     | RD 9 | Représente Notre-Dame de Lourdes. | À déterminer                                              | 46° 48′ 10″ nord, 6° 15′ 43″ est                          | Image manquante                                                                                |
| Statue de Saint Étienne-Théodore Cuenot          | À déterminer               | Le Bélieu                    | Sur la place Théodore Cuenot, devant l'église Saint-François-d'Assise                                                  | Représente Étienne-Théodore Cuenot. | À déterminer                                              | à géolocaliser                                            | Statue de Saint Étienne-Théodore Cuenot                                                        |
| Statue de Saint Ferjeux                          | À déterminer               | Les Combes                   | Près de la grotte-chapelle de Remonot                                                                                  | Représente Ferjeux de Besançon. | À déterminer                                              | à géolocaliser                                            | Statue de Saint Ferjeux                                                                        |
| Statue de la Vierge du Miroir                    | À déterminer               | Les Hôpitaux-Neufs           | Route du Miroir | Représente Notre-Dame de la Médaille miraculeuse. | À déterminer                                              | 46° 46′ 40″ nord, 6° 22′ 12″ est                          | Statue de la Vierge du Miroir                                                                  |
| Statue de Notre-Dame de Lourdes                  | À déterminer               | Les Plains-et-Grands-Essarts | À déterminer | Représente Notre-Dame de Lourdes. | À déterminer                                              | à géolocaliser                                            | Statue de Notre-Dame de Lourdes                                                                |
| Notre Dame de la Confiance                       | Louis Richomme             | Les Villedieu                | À déterminer | Représente Marie. | 1954                                                      | à géolocaliser                                            | Notre Dame de la Confiance                                                                     |
| Statue de saint Pierre                           | À déterminer               | Malbuisson                   | Dans une niche dans la façade de église Saint-Claude, à gauche du portail                                              | Représente Pierre. | À déterminer                                              | 46° 48′ 06″ nord, 6° 18′ 27″ est                          | Statue de saint Pierre                                                                         |
| Statue de la Vierge Noire                        | À déterminer               | Mérey-sous-Montrond          | Route de Villers | Représente Notre-Dame de la Médaille miraculeuse. | 1854                                                      | à géolocaliser                                            | Statue de la Vierge Noire                                                                      |
| Statue de Georges Cuvier,                        | Pierre-Jean David d'Angers | Montbéliard                  | Sur la place Saint-Martin                                                                                              | Représente Georges Cuvier. Classé MH (1928). | 1835                                                      | 47° 30′ 37″ nord, 6° 47′ 53″ est                          | Statue de Georges Cuvier                                                                       |
| Buste de Jules Viette                            | Jean Fleury                | Montbéliard                  | Dans le jardin, à côté du lycée professionnel, avenue du maréchal de Lattre de Tassigny                                | Représente Jules Viette. L'original réalisé par Armand Bloch est fondu sous le régime de Vichy, dans le cadre de la mobilisation des métaux non ferreux. | 1956                                                      | 47° 30′ 42″ nord, 6° 47′ 47″ est                          | Buste de Jules Viette                                                                          |
| Sans titre                                       | Jean Messagier             | Montbéliard                  | Château-musée de Montbéliard                                                                                           | | 1986                                                      | 47° 30′ 34″ nord, 6° 48′ 04″ est                          | Image manquante                                                                                |
| Statue de Notre-Dame de la Médaille miraculeuse  | À déterminer               | Montmahoux                   | À déterminer | Représente Notre-Dame de la Médaille miraculeuse. | À déterminer                                              | à géolocaliser                                            | Statue de Notre-Dame de la Médaille miraculeuse                                                |
| Statue de Saint-Simon,                           | Georges Laëthier           | Mouthe                       | Rue de Beauregard | Représente Simon de Vexin. | 1934                                                      | 46° 42′ 47″ nord, 6° 11′ 58″ est                          | Statue de Saint-Simon                                                                          |
| Buste d'Ernest Reyer                             | Denys Puech                | Mouthier-Haute-Pierre        | À déterminer | Représente Ernest Reyer. | 1912                                                      | à géolocaliser                                            | Image manquante                                                                                |
| Statue de Sainte-Foy                             | À déterminer               | Mouthier-Haute-Pierre        | À déterminer | Représente Foy d'Agen. | À déterminer                                              | 47° 02′ 27″ nord, 6° 15′ 58″ est                          | Statue de Sainte-Foy                                                                           |
| Statue de la Vierge à l'Enfant                   | À déterminer               | Noironte                     | Intersection de la Grande rue et du chemin de la Covre                                                                 | Représente Marie et Jésus-Christ. | À déterminer                                              | à géolocaliser                                            | Statue de la Vierge à l'Enfant                                                                 |
| Statue du cardinal Antoine Perrenot de Granvelle | Jean Petit                 | Ornans                       | Intersection de la rue Édouard Bastide (RD 67) et de la rue du pont de Nahin                                           | Représente Antoine Perrenot de Granvelle. Érigée en mai 1898 dans la cour du palais Granvelle.                                                           | 1952                                                      | 47° 06′ 09″ nord, 6° 09′ 16″ est                          | Statue d'Antoine Perrenot de Granvelle                                                         |
| Buste de Gustave Courbet,                        | Georges Laëthier           | Ornans                       | Allée du parc Piffard, devant le groupe scolaire Courbet                                                               | Représente Gustave Courbet. | 1939                                                      | 47° 06′ 18″ nord, 6° 08′ 46″ est                          | Buste de Gustave Courbet                                                                       |
| Loue verte                                       | Gustave Lafond             | Ornans                       | Sur la façade du 25 rue Saint-Laurent (RD 492)                                                                         | | 2014                                                      | à géolocaliser                                            | Loue verte                                                                                     |
| Un enterrement à Ornans                          | Gustave Lafond             | Ornans                       | Impasse du Vieux Seult                                                                                                 | Inspirée du tableau Un enterrement à Ornans. | 2019                                                      | à géolocaliser                                            | Un enterrement à Ornans                                                                        |
| Buste de Gustave Courbet                         | Alain Verdenet             | Ornans                       | À déterminer | Représente Gustave Courbet. | 2019                                                      | à géolocaliser                                            | Buste de Gustave Courbet                                                                       |
| Médaillon de Gustave Courbet                     | À déterminer               | Ornans                       | Sur la façade sous les arcades place Robert Fernier, en face du musée Courbet                                          | Représente Gustave Courbet. | À déterminer                                              | à géolocaliser                                            | Image manquante                                                                                |
| Statue                                           | Jean-Marc Vienot           | Ornans                       | À côté de la passerelle Courbet et de l'hôtel Sanderet de Valonne (médiathèque)                                        | | À déterminer                                              | à géolocaliser                                            | Statue                                                                                         |
| Statue de Saint Joseph Marchand                  | À déterminer               | Passavant                    | Au belvédère | Représente Joseph Marchand. | À déterminer                                              | à géolocaliser                                            | Statue de Saint Joseph Marchand                                                                |
| Le Beuilleur                                     | Gaby Gentit                | Pont-de-Roide-Vermondans     | À déterminer | | 1992                                                      | à géolocaliser                                            | Image manquante                                                                                |
| Monument à André Malraux                         | Bernard Paul               | Pontarlier                   | Sur le rond-point de la rocade Georges Pompîdou (RN 57) et de l'avenue de l'Armée de l'Est (RD 74)                     | Représente André Malraux. | 1998                                                      | 46° 53′ 41″ nord, 6° 21′ 50″ est                          | Image manquante                                                                                |
| Un autre regard                                  | Paul Gonez                 | Pontarlier                   | Sur la place d'Arçon, devant le musée                                                                                  | Également appelé Rouelle pendeloque. | 2009                                                      | 46° 54′ 15″ nord, 6° 21′ 17″ est                          | Un autre regard                                                                                |
| Disque ailé                                      | Paul Gonez                 | Pontarlier                   | Sur le rond-point de la place Villingen Schweningen                                                                    | | 1998                                                      | 46° 54′ 05″ nord, 6° 21′ 13″ est                          | Disque ailé                                                                                    |
| L'éternité                                       | Pierre Duc                 | Pontarlier                   | Intersection de la rue de Salins et de la rue de Besançon (RD 74)                                                      | | 2000                                                      | 46° 54′ 18″ nord, 6° 21′ 05″ est                          | L'éternité                                                                                     |
| Monument à Xavier Marmier                        | Pierre Duc                 | Pontarlier                   | Intersection de la rue Xavier Marmier et de la rue Sainte-Anne, sur la façade arrière du musée                         | Représente Xavier Marmier. | À déterminer                                              | à géolocaliser                                            | Image manquante                                                                                |
| Statue de saint Pierre                           | À déterminer               | Pontarlier                   | Sur la façade de l'hôtel saint Pierre, à l'intersection de la rue de Salins et de la rue de Besançon (RD 74)           | Représente Pierre. | À déterminer                                              | à géolocaliser                                            | Image manquante                                                                                |
| Statue de Notre-Dame de Lourdes                  | À déterminer               | Quingey                      | À déterminer | Représente Notre-Dame de Lourdes. | À déterminer                                              | à géolocaliser                                            | Statue de Notre-Dame de Lourdes                                                                |
| Statue de Notre-Dame de la Médaille miraculeuse  | À déterminer               | Recologne                    | À déterminer | Représente Notre-Dame de la Médaille miraculeuse. | À déterminer                                              | à géolocaliser                                            | Statue de Notre-Dame de la Médaille miraculeuse                                                |
| Statue de Notre-Dame de la Médaille miraculeuse  | À déterminer               | Refranche                    | À déterminer | Représente Notre-Dame de la Médaille miraculeuse. | À déterminer                                              | à géolocaliser                                            | Statue de Notre-Dame de la Médaille miraculeuse                                                |
| Statue de Notre-Dame de la Médaille miraculeuse  | À déterminer               | Rochejean                    | À déterminer | Représente Notre-Dame de la Médaille miraculeuse. | À déterminer                                              | à géolocaliser                                            | Statue de Notre-Dame de la Médaille miraculeuse                                                |
| Statue de Notre-Dame de la Médaille miraculeuse  | À déterminer               | Saint-Antoine                | Au bord du rond-point à l'intersection de la RD 45 et de la RD 9                                                       | Représente Notre-Dame de la Médaille miraculeuse. | À déterminer                                              | 46° 46′ 35″ nord, 6° 20′ 30″ est                          | Image manquante                                                                                |
| Statue de Notre-Dame de la Médaille miraculeuse  | À déterminer               | Saint-Point-Lac              | Rue du Port, au bord du port de plaisance                                                                              | Représente Notre-Dame de la Médaille miraculeuse. | À déterminer                                              | 46° 48′ 43″ nord, 6° 18′ 13″ est                          | Statue de Notre-Dame de la Médaille miraculeuse                                                |
| Sanglier                                         | À déterminer               | Saône                        | À déterminer | | À déterminer                                              | à géolocaliser                                            | Sanglier                                                                                       |
| Statue de Notre-Dame-du-Chêne                    | Just Becquet               | Scey-Maisières               | À l'emplacement du vieux chêne, en contrebas de la chapelle Notre-Dame-du-Chêne                                        | Représente Marie et Jésus-Christ. | À déterminer                                              | à géolocaliser                                            | Statue de Notre-Dame-du-Chêne« Notre-Dame du Chêne à Scey-Maisières », sur À nos grands hommes |
| Buste d'Émile Peugeot                            | À déterminer               | Valentigney                  | Sur la place Émile-Peugeot                                                                                             | | À déterminer                                              | à géolocaliser                                            | Buste d'Émile Peugeot« Monument à Émile Peugeot à Valentigney », sur À nos grands hommes       |
| Monument à Pierre Hubert Humbert                 | À déterminer               | Vanclans                     | À déterminer | | À déterminer                                              | à géolocaliser                                            | Image manquante                                                                                |
| Statue de Saint Vernier                          | Jules Guillin              | Vuillafans                   | À côté de l'église de l'Assomption                                                                                     | Représente Vernier d'Oberwesel. | 1869                                                      | à géolocaliser                                            | Statue de Saint Vernier« Saint Vernier à Vuillafans », sur plateforme ouverte du patrimoine    |
| Statues                                          | À déterminer               | Vuillecin                    | Sur la parvis de l'église Saint-Claude                                                                                 | | À déterminer                                              | à géolocaliser                                            | Statues                                                                                        |
| Statue de Notre-Dame de Lourdes                  | À déterminer               | Vuillecin                    | Intersection de la rue de la Commeneille et de la rue de Pontarlier (RD 130E)                                          | Représente Notre-Dame de Lourdes. | 1946                                                      | à géolocaliser                                            | Image manquante                                                                                |

### Monuments aux morts
| Œuvre | Auteur | Commune  | Localisation                                              | Notes                                                     | Installation                                              | Coordonnées                                               | Illustration                                              |
| ----- | ------ | -------- | --------------------------------------------------------- | --------------------------------------------------------- | --------------------------------------------------------- | --------------------------------------------------------- | --------------------------------------------------------- |
|       |        | Besançon | Voir le patrimoine ornemental et commémoratif de Besançon | Voir le patrimoine ornemental et commémoratif de Besançon | Voir le patrimoine ornemental et commémoratif de Besançon | Voir le patrimoine ornemental et commémoratif de Besançon | Voir le patrimoine ornemental et commémoratif de Besançon |

### Monuments pour une bataille ou un événement
| Œuvre                    | Auteur       | Commune   | Localisation | Notes                                                                    | Installation | Coordonnées    | Illustration             |
| ------------------------ | ------------ | --------- | ------------ | ------------------------------------------------------------------------ | ------------ | -------------- | ------------------------ |
| Monument au 18 juin 1940 | À déterminer | Saint-Vit | À déterminer | Commémore l'appel du 18 Juin. Le médaillon représente Charles de Gaulle. | 1990         | à géolocaliser | Monument au 18 juin 1940 |

### Œuvres disparues ou retirées
| Œuvre                                | Auteur       | Commune     | Localisation                                              | Notes | Installation                                              | Coordonnées                                               | Illustration |
| ------------------------------------ | ------------ | ----------- | --------------------------------------------------------- | --- | --------------------------------------------------------- | --------------------------------------------------------- | --- |
|                                      |              | Besançon    | Voir le patrimoine ornemental et commémoratif de Besançon | Voir le patrimoine ornemental et commémoratif de Besançon | Voir le patrimoine ornemental et commémoratif de Besançon | Voir le patrimoine ornemental et commémoratif de Besançon | Voir le patrimoine ornemental et commémoratif de Besançon |
| Buste de Pierre-Frédéric Dorian,     | Armand Bloch | Montbéliard | Place Dorian                                              | Représentait Pierre-Frédéric Dorian. Fondu sous le régime de Vichy, dans le cadre de la mobilisation des métaux non ferreux.                                                  | 1892                                                      | à géolocaliser                                            | Image manquante |
| Statue d'Aristide Denfert-Rochereau, | Just Becquet | Montbéliard | Sur la place d'armes                                      | Représentait Aristide Denfert-Rochereau. Fondue sous le régime de Vichy, dans le cadre de la mobilisation des métaux non ferreux. Le piédestal resté vide est retiré en 1960. | 1879                                                      | à géolocaliser                                            | Statue d'Aristide Denfert-Rochereau« Monument au colonel Denfert-Rochereau à Montbéliard », sur plateforme ouverte du patrimoine,« Monument à Denfert-Rochereau à Montbéliard », sur À nos grands hommes,« Monument à Denfert-Rochereau à Montbéliard », sur e-monumen |